# Герцог, Михаль
Михаль Герцог (ивр. מיכל הרצוג‎, урождённая Афек; род. 15 мая 1961 или 15 мая 1962, Тель-Авив) — супруга президента Израиля Ицхака Герцога, первая леди с 7 июля 2021 года.

## Биография
Михаль Афек родилась 15 мая 1961 года. Её родителями были Звия Брин, преподаватель, и Шауль Афек, полковник израильских сил обороны. Афек выросла в Тель-Авиве и некоторое время жила в Бразилии. 
Во время службы в армии Афек служила в разведывательном корпусе, где она познакомилась со своим будущим мужем, Ицхаком Герцогом. Они поженились в августе 1985 года. У них трое сыновей: Ноам, Матан и Рой.

## Карьера
В 1986 году Михаль Герцог окончила юридический факультет Тель-Авивского университета, а в 1988 году получила лицензию от Ассоциации юристов Израиля. В дальнейшем Герцог работала юристом и адвокатом. 
Герцог входила в совет директоров «Ma'aleh», организации, которая занимается продвижением вопросов корпоративной ответственности и разработкой стандартов ответственного управления в Израиле.
В 2021 году её муж был избран президентом Израиля, а она стала первой леди.